# جون كاشمان
جون كاشمان (بالإنجليزية: John Cashman)‏ هو مدرب كرة سلة أمريكي، ولد في 24 مارس 1892، وتوفي في 6 ديسمبر 1949.